# Солютрейская культура

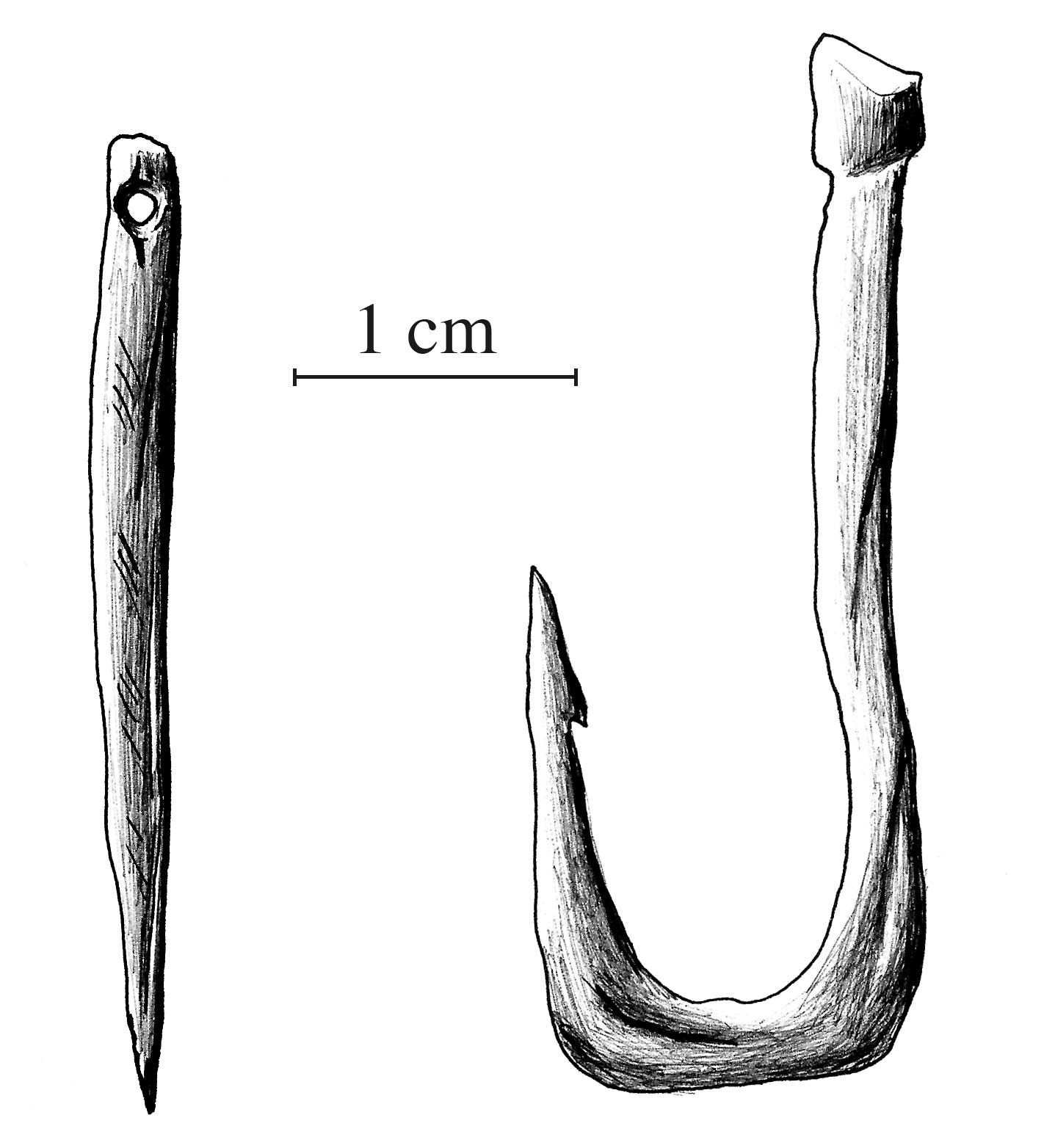
Костяные игла и рыболовный крюк

Солютре́йская культу́ра — археологическая культура середины позднего палеолита, распространённая на территории Франции и северной Испании. Сменила ориньякскую и перигорскую культуры и, в свою очередь, сменилась мадленской культурой. Датируется (радиоуглеродным методом) 18—15 тыс. лет до н. э. Впервые выделена Г. Мортилье в конце 1860-х годов и названа по стоянке Солютре (Solutré, департамент Сона и Луара во Франции).

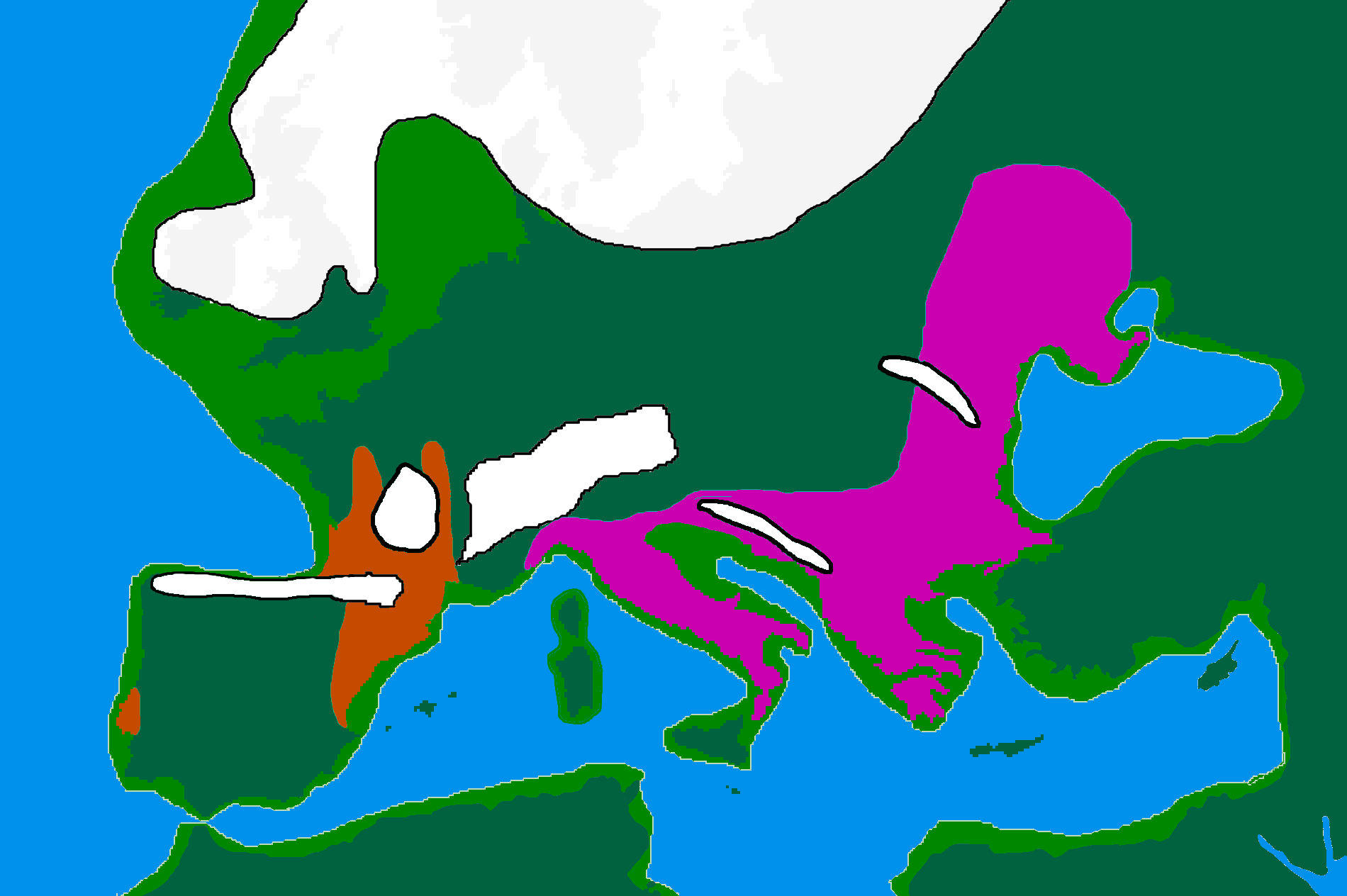
Область распространения солютрейской и эпиграветтской культур ок. 20 тыс. лет назад
Солютрейская культура
Эпиграветтская культура

Характеризуется тщательно изготовленными, обработанными совершенной отжимной ретушью кремнёвыми, так называемыми солютрейскими, наконечниками в форме лаврового или ивового листа, а также с выемкой. Часть из них служила наконечниками копий и дротиков, часть — ножами и кинжалами. Вместе с ними находят кремнёвые скребки, резцы, проколки, острия, костяные наконечники, иглы с ушками, жезлы, произведения искусства и другие.
В ряде позднепалеолитических стоянок Центральной Европы и европейской части России обнаружены отдельные черты сходства с солютрейской культурой. Также существует не подтверждаемая генетическими исследованиями версия о проникновении носителей солютрейской культуры в Северную Америку, где они создали культуру кловис (так называемая солютрейская гипотеза, предложенная в 1998 году и предполагающая, что якобы именно люди из Европы были первыми поселенцами в Америке).
Локальным вариантом солютрейской культуры является культура Гримальди.